# Dignidad (serie de televisión)
Dignidad es una serie de televisión web chileno-alemana de drama histórico, documental y acción producida por Megamedia y Story House Pictures para Prime Video y Mega.
La serie, que aborda los graves abusos cometidos en la secta chileno-alemana de Colonia Dignidad, durante la dictadura militar de Augusto Pinochet, está protagonizada por Götz Otto, Devid Striesow, Nils Rovira-Muñoz, Marcel Rodríguez, Jennifer Ulrich, Antonia Zegers y Martina Klier.
El tráiler de la serie se lanzó el 20 de octubre de 2020. La serie fue estrenada en Latinoamérica por Prime Video el 13 de noviembre de 2020 y, en Chile se comenzó por Mega, también el 13 de noviembre. En Alemania, la serie se publicó en la plataforma Joyn el 19 de diciembre de 2019.

## Reparto

### Principales
- Devid Striesow es Bernard Hausmann.
- Götz Otto es Paul Schäfer.
- Marcel Rodríguez es Leonardo "Leo" Ramírez.
- Ignacio Gómez es Leonardo "Leo" Ramírez (joven)
- Nils Rovira-Muñoz es Klaus Becker.
Lucas Morales es Klaus Becker (joven).
- Antonia Zegers es Pamela Rodríguez.[3]
- Jennifer Ulrich es Anke Meier
Martina Klier es Anke Meier (joven)
- Martina Klier es Carolina Ramírez
- Julieta Figueroa es Ava 
Maria Tapia es Ava (joven)

#### Recurrentes
- Paola Giannini es Carmen Ramírez, hermana de Leo Ramírez, vive en Parral.
- Daniel Antivilo es Señor Martínez, jefe de policía criminal en Parral.
- Alejandro Trejo es Señor Jiménez, juez en Santiago de Chile.
- Amaya Forch es Hannelore Harms, empleada de la Embajada de Alemania en Santiago de Chile.
- Carlos Kaspar es Hartmut Sattelberger, Jefe de la Embajada de Alemania en Santiago de Chile.
- Sergio Piña es Manuel Contreras, jefe de la Dirección de Inteligencia Nacional de Augusto Pinochet.
- Hernán Vallejo es Señor Ríos, el senador en el Congreso Nacional de Chile.
- Felipe Ríos es Joel Carrillo, el empleado del senador Ríos.
- Heidrun Breier es Ines Hausmann, enfermera en el asentamiento, esposa de Bernard Hausmann.
- Gerardo Ebert	 es Señor Mertins, amigo de Sattelberger.
- Iván Álvarez de Araya es Pablo Jenga, Exmarido de Pamela Rodríguez, jefa de unidad especial.
- Stephan Behrend es el embajador de Alemania en Santiago de Chile.

## Premios
Resultados
| Año  | Premio / Distinción | Categoría   | Nominado    | Resultado |
| ---- | ------------------- | ----------- | ----------- | --------- |
| 2020 | Canneseries         | Mejor serie | Mejor serie | Nominado  |
| 2021 | Premio Grimme       | ficción     | –           | Nominado  |